# Openki
Openki (en rus: Опенки) és un poble (una possiólok) de l'óblast de Rostov, a Rússia, segons el cens rus del 2010 tenia 1.694 habitants.